# Victor d'Hupay
Victor d'Hupay, né à La Tour-d'Aigues en 1746 et mort à Fuveau le 25 octobre 1818, est un philosophe et écrivain français. Sa pensée fait de lui l'un des ancêtres du socialisme et du communisme.

## Biographie
Issu d’une famille bourgeoise du village, c’est à l’échelle du domaine familial qu’Hupay commence, à dix-sept ans, à écrire ses premiers textes sur l’économie rurale. Il est encore fort jeune mais envisage déjà de mettre un jour en communauté l’ensemble de ses biens avec ceux de ses voisins. Comme le marquis de Mirabeau, il suit le mouvement physiocrate qui prône une économie fondée sur l’agriculture. Pour lui, c’est la base de toutes les richesses et il entend bien faire prospérer les terres familiales.
Il suit l’exemple du baron de La Tour-d’Aigues, qui s’intéresse à la valorisation des terres et possède l’une des plus grandes bibliothèques de l’époque sur ce sujet. Néanmoins, Victor d’Hupay remet en cause l’étalage de richesses des Bruny, barons du lieu. Disciple de Rousseau, il veut faire triompher une vie plus simple, un modèle de vie champêtre, loin du tumulte des villes. Il lit les philosophes des Lumières. Son but n’est pas de les concurrencer, mais de mettre en action leurs idées.
En 1770, il acquiert la bastide de Puget à Fuveau et devient coseigneur du lieu. Dès lors, il passe son temps entre Aix et Fuveau en hiver et s’installe à la belle saison à La Tour-d’Aigues. Une fois sa bastide de Fuveau restaurée, il publie en 1777 son premier ouvrage, Projet de Communauté philosophe. Il souhaite réunir en sa nouvelle demeure un cercle d’amis pour une vie en communauté. En 1785, il se définit lui-même comme auteur communiste — mot existant depuis le XIIe siècle pour désigner certaines formes de mise en commun des biens — dans le sens de partisan de la communauté des biens. Il contribue à lui conférer son usage doctrinal actuel : Restif de La Bretonne, à qui il a décrit ses idées dans une lettre, reprend en effet le terme « communiste », qu'il cite dans ses propres écrits et rattache par la suite aux idées de Gracchus Babeuf.
Pendant la Révolution, Victor d’Hupay s’enthousiasme pour les idées nouvelles. Il correspond avec Mirabeau. Bernardin de Saint-Pierre lui écrit : « Avec autant de zèle que vous en avez pour le bonheur des hommes, on fait tôt ou tard du bien. » Il adresse plusieurs projets d’éducation nationale et de modèles de gouvernement à l’Assemblée nationale. Il milite également pour la suppression du mariage, qu’il voit comme une forme de propriété conjugale tyrannique. Pourtant, malgré son engagement, il est emprisonné sous la Terreur et sa maison de Fuveau est pillée.
Il se sent incompris. Il écrit encore un peu sous l’Empire et meurt à Fuveau en 1818, à l'âge de soixante-douze ans. Son œuvre tombe ensuite totalement dans l’oubli, même si quelques historiens du socialisme le citent.

## Publications
- Projet de communauté philosophe, 1777
- Hors d'œuvre du Règlement d'éducation nationale, ou Philosophie des gouverneurs et des meres-nourrices, 1789
- Règlement d'éducation nationale, mis sous les auspices de M. Bernardin de St-Pierre, 1789 Texte en ligne
- Généralif, maison patriarchale et champêtre, 1790
- Effet du règlement d'éducation nationale, mis à la portée des mères, 1792 Texte en ligne
- Méthode libre et républicaine d'éducation nationale : d'un règlement conforme aux derniers décrets de la Convention, 1793
- Alcoran républicain, ou Institutions fondamentales du gouvernement populaire ou légitime, pour l'administration, l'éducation, le mariage et la religion, 1795 Texte en ligne
- Détails de la méthode mécanique d'éducation nationale, domestique et populaire, 1807 Texte en ligne